# کوت سیدسلطان
کوت سیدسلطان، روستایی در دهستان زرگان بخش ویس شهرستان باوی در استان خوزستان ایران است.

## جمعیت
بر پایه سرشماری عمومی نفوس و مسکن در سال ۱۳۹۵، جمعیت این روستا برابر با ۱٬۵۲۳ نفر (۳۸۵ خانوار) بوده است.